# 陈村镇 (宝鸡市)
陈村镇，是中华人民共和国陕西省宝鸡市凤翔区下辖的一个乡镇级行政单位。

## 行政区划
陈村镇下辖以下地区：
东街村、西街村、上营村、紫荆村、庞家务村、料地村、蔡阳山村、尹家务村、王堡村、托卜务村、闫家务村、西槐村、槐北村和海子村。